# Paraplesiataenius catarinaensis
Paraplesiataenius catarinaensis är en skalbaggsart som beskrevs av Zdzisława Stebnicka 2003. Paraplesiataenius catarinaensis ingår i släktet Paraplesiataenius och familjen Aphodiidae. Inga underarter finns listade i Catalogue of Life.